# Episiphon indefensum
Episiphon indefensum is een Scaphopodasoort uit de familie van de Gadilinidae. De wetenschappelijke naam van de soort is voor het eerst geldig gepubliceerd in 2010 door V. Scarabino & F. Scarabino.